# Francia Nemzeti Tudományos Kutatási Központ
A Francia Nemzeti Tudományos Kutatási Központ (franciául: Centre national de la recherche scientifique, rövidítése: CNRS) francia állami kutatási szervezet, Európa legnagyobb alapkutatási ügynöksége.
2016-ban 31 637 alkalmazottat foglalkoztatott, ebből 11 137 állandó kutatót, 13 415 mérnököt és műszaki alkalmazottat, valamint 7085 szerződéses munkavállalót. Központja Párizsban van, adminisztratív irodái pedig Brüsszelben, Pekingben, Tokióban, Szingapúrban, Washingtonban, Bonnban, Moszkvában, Tuniszban, Johannesburgban, Santiago de Chilében, Izraelben és Delhiben.
A CNRS tíz intézetre oszlik: 
- Kémiai Intézet (INC)
- Ökológiai és Környezetvédelmi Intézet (INEE)
- Fizikai Intézet (INP)
- Atommag- és Részecskefizikai Intézet (IN2P3)
- Biológiai Tudományok Intézete (INSB)
- Bölcsészet- és Társadalomtudományi Intézet (INSHS)
- Számítástechnikai Intézet (INS2I)
- Mérnöki és Rendszertudományi Intézet (INSIS)
- Matematikai Tudományok Intézete (INSMI)
- Földtudományi és Csillagászati Intézet (INSU)